# Seth Gabel
Seth Cosentino, bolje poznan pod umetniškim imenom Seth Gabel, ameriški televizijski in filmski igralec, *3. oktober 1981, Hollywood, Florida, Združene države Amerike.

## Biografija

### Kariera
Seth Gabel je svojo igralsko kariero začel leta 2002 v filmu Tadpole. Istega leta je igral v televizijskih serijah 100 Centre Street in Seks v mestu.
Leta 2004 se pojavi v serijah The Division, Nip/Tuck, kjer igra Adriana Moora in Na kraju zločina v vlogi Garvina »Rexa« Layna.
Leta 2005 ga lahko vidimo v serijah Zakon in red - Enota za posebne primere in The Closer, leta 2006 pa v filmih Da Vincijeva koda in Beyond.
Od leta 2007 do letos (2009) je snemal serijo Dirty Sexy Money, kjer je v triindvajsetih epizodah igral Jeremyja Darlinga.
Leta 2010 bo na velika filmska platna prišel v vlogi Brenta v filmu Young Americans (ki je že dokončan).

### Osebno življenje
Seth Gabel se je rodil 3. oktobra 1981 v Hollywoodu, Florida, Združene države Amerike. V družini je bil prvi otrok, vendar je kmalu za njim na svet privekal še fantek Joseph Cosentino.
V srednji šoli je bil njegov razrednik igralec Josh Gad. Diplomiral je na šoli University School of Nova Southeastern University v Davieju, Florida leta 1999 in Tisch School of the Arts.
17. junija 2006 se je po petih letih prijateljevanja z igralkaigralko Bryce Dallas Howard (hči igralca/direktorja Rona Howarda) tudi poročil. 16. februarja 2007 sta dobila prvega otroka: fantka, po imenu Theodore Norman »Theo« Howard Gabel. Seth Gabel, Bryce Dallas Howard in mali Theo trenutno živijo v Los Angelesu, Kalifornija.